# Joppa modesta
Joppa modesta är en stekelart som beskrevs av Smith 1879. Joppa modesta ingår i släktet Joppa och familjen brokparasitsteklar. Inga underarter finns listade i Catalogue of Life.